# Incêndio na creche Casinha da Emília
O incêndio na creche Casinha da Emília, em Uruguaiana, Brasil, ocorreu em 20 de junho de 2000, matando doze crianças.

## Antecedentes
A creche Casinha da Emília fica no conjunto habitacional Cohab 2, em Uruguaiana, no Rio Grande do Sul. Era normalmente frequentada por crianças de famílias de baixa renda, moradoras do local.

## Incêndio
No dia 20 de junho de 2000, duas estagiárias cuidavam de doze crianças, entre 2 e 3 anos, que estavam dormindo em uma das salas da creche. Por ordem da diretora, elas foram buscar doações para uma festa junina. Foi pedido que uma auxiliar de cozinha tomasse conta deles, mas isso não ocorreu. Uma peça de roupa caiu em um aquecedor, que estava ligado devido ao frio, o que deu início ao incêndio, por volta das 13h. O fogo se espalhou rapidamente pelos colchões e cobertores. Os bombeiros foram chamados em seguida. Segundo eles, a porta da sala estava fechada, embora a diretora tenha negado. Todas as doze crianças morreram, algumas devido a queimaduras 
e outras asfixiadas. Apenas uma criança da turma, que não estava presente, sobreviveu. No total, 117 crianças estavam presentes na creche. A diretora não estava na escola no momento do acidente.

## Investigações
No final da tarde, a polícia começou a interrogar funcionárias, sem afastar a hipótese de negligência no salvamento. A prefeitura afastou os 18 funcionários até que todos os fatos fossem esclarecidos. O secretário de Saúde da cidade, José Luiz Saldanha, declarou que a prefeitura designou médicos e psicólogos para atender os parentes das crianças mortas. Alguns familiares foram hospitalizados em estado de choque.
Raquell Peixoto, delegada responsável pelo caso, avaliou que "[h]ouve negligência ao deixar crianças entre 2 e 3 anos, sozinhas em uma sala com aquecedor ligado". Ela comentou que o local tinha diversas irregularidades: "Não tinha alvará, não tinha extintor de incêndio, não tinha aparelho telefônico que pudesse ligar e pedir ajuda de imediato". A Polícia Civil chegou a indiciar as duas estagiárias, a auxiliar de cozinha e a diretora por homicídio culposo. Uma das estagiárias não foi denunciada pelo Ministério Público porque era menor de idade, enquanto a outra foi absolvida pela Justiça. A diretora da creche e a auxiliar foram condenadas por homicídio culposo. Somado a isso, a auxiliar foi condenada por omissão, já que teria negado cuidar das crianças porque o pedido não havia sido feito pela diretora, mas ela sabia que eles estavam sozinhos. Ambas cumpriram pena de serviços comunitários.
Os familiares pediram indenização. O advogado Pacífico Saldanha comentou que cada pai e mãe recebia uma pensão de seiscentos reais mensais, mas a indenização de 125 salários mínimos havia sido paga para apenas duas famílias. Após o evento, a escola continuou funcionando, fechada apenas durante a pandemia de COVID-19. A sala maternal 2, onde ocorreu o incêndio, se tornou uma sala multiuso. Segundo a prefeitura, aquecedores não são mais utilizados.